# Mélanie Cohl
Mélanie Cohl, pseudónimo artístico de Mélanie Picron (Tournai, 4 de enero de 1982), es una cantante belga, de lengua francesa.

## Inicios
Inició su carrera a temprana edad bajo el pseudónimo de Kelly Logan. En 1997 ganó el programa de la cadena RTBF, Pour la gloire .
Lanzó su primer sencillo Dis oui compuesto por Philippe Swan, que fue seleccionando para representar a Bélgica en el Festival de la Canción de Eurovisión 1998, que tuvo lugar en Birmingham, Inglaterra, y en el que obtuvo la 6.ª plaza. Su primer álbum se tituló Mes Îles. En seguida, es contratada por la Disney para interpretar "Qui je suis vraiment", la versión francesa del tema "Reflection" ("Mi reflejo") de la película de 1998 "Mulan".
En 2003, actuó en París en el musical Las señoritas de Rochefort, donde interpretó el papel de Solange.
En 2005, realizó una gira por Bélgica, antes de abandonar su carrera.

## Sencillos
- "Dis oui", label AMC, canción representante de Bélgica en el Festival de la Canción de Eurovisión 1998, el título sería retomado por Magalie Vaé.
- "Qui je suis vraiment", label Sony, banda sonora do filme Mulan.
- "Je rêve de vous"
- "Je saurai t'aimer, pardonnez moi".
- "Chanson des jumelles", label Universal, a dúo con Frédérica Sorel, tema extraído del musical Les Demoiselles de Rochefort.

## Discografía
- "Mes Îles", 1998
- "Le meilleur de Mélanie Cohl", 2003

| Predecesor: Lisa del Bo con Liefde Is Een Kaarstspel | Bélgica en el Festival de Eurovisión 1998 | Sucesor: Vanessa Chinitor con Like The Wind |

- Datos: Q443827